# Sîdorivka, Jîdaciv
Sîdorivka (în ucraineană Сидорівка) este localitatea de reședință a comunei Sîdorivka din raionul Jîdaciv, regiunea Liov, Ucraina.

## Demografie
Componența lingvistică a localității Sîdorivka
     Ucraineană (99,66%)
     Alte limbi (0,34%)
Conform recensământului din 2001, majoritatea populației localității Sîdorivka era vorbitoare de ucraineană (99,66%), existând în minoritate și vorbitori de alte limbi.